# Moussy (Nièvre)
Moussy è un comune francese di 118 abitanti situato nel dipartimento della Nièvre nella regione della Borgogna-Franca Contea.

## Società

### Evoluzione demografica
Abitanti censiti